# Porto Valtravaglia
Porto Valtravaglia (Pòrt Valtravàia in dialetto varesotto e semplicemente Porto fino al 1863) è un comune italiano di 2 301 abitanti della provincia di Varese in Lombardia. Luogo di villeggiatura sulle rive del Lago Maggiore già nel XVIII secolo, nel XIX conosce un importante sviluppo industriale di cui ora rimangono poche tracce.
Si divide fra il capoluogo, Porto, e la Valle (in realtà un altopiano che sovrasta il lago), cioè gli antichi comuni di Muceno e Musadino. Dei tre porti di pesca da cui deriva il nome, solo uno sopravvisse alla costruzione della strada verso Laveno. Porto Valtravaglia fa parte della Comunità Montana Valli del Verbano.

## Storia

### Preistoria ed età antica
Già nell'età del ferro è documentata una presenza umana in Valtravaglia (fra Porto e Caldè). I Romani attraversarono la Valtravaglia prima di Augusto, poi giunsero anche qui le milizie imperiali, seguite dal sistema giuridico amministrativo di Roma. Nel IV secolo cominciarono le prime scorribande barbariche e, di conseguenza, il bisogno di realizzare sistemi difensivi anche lungo il lago Maggiore si fece impellente. A quell'epoca sono attribuibili i primi nuclei della Rocca di Caldè e la torre nell'omonima frazione, oltre che la prima parte del possente campanile di Domo.

### Il Medioevo
Verso la metà del X secolo, Ottone I concesse all'arcivescovo di Milano Valperto il feudo di Travalia, che da quel momento divenne dominio dei potenti presuli ambrosiani, i quali vi esercitarono la loro giurisdizione spirituale e temporale.

#### La nobile famiglia Sessa

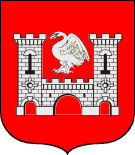
Stemma della nobile famiglia Sessa.

Il XIII secolo vide lo stabilirsi e il radicarsi nel territorio dei Sessa, nobile famiglia di stirpe longobarda originaria del Malcantone. Essi presero dimora nell'odierna frazione di Ticinallo, luogo di cui si proclamarono signori, qualificandosi ufficialmente nei documenti come de Sessa de Tixinallo. I Sessa non riconoscevano alcuna autorità feudale sui loro possedimenti, mentre a Caldè furono nominati più volte dagli Arcivescovi di Milano castellani della Rocca di Travaglia, in persona di Francesco e Quirico Sessa nel 1261, di un altro Francesco nel 1294 e di Guglielmo Sessa nel 1406. La famiglia, grazie all'alleanza coi Visconti, nel 1277 entrò a far parte del patriziato milanese, privilegio confermato nel 1377 al ramo stabilitosi nel vicino comune di Brezzo di Bedero, in località Sarra. I Sessa ebbero una notevole ramificazione che produsse, fra le più illustri, le linee dei Sessa di Daverio e dei Cannobio Sessa di Ticinallo.
Il ramo che conservò residenza a Ticinallo, pur subendo gravi tracolli economici, sopravvisse sino al 1781, quando si estinse nel nobile Giovanni Battista Sessa che vendette gli ultimi possedimenti di famiglia a ricche famiglie borghesi sorte nella zona.

### L'età moderna e contemporanea
Nel 1438 il duca di Milano Filippo Maria Visconti investì del feudo di Travalia la nobile famiglia comasca dei Rusca, investitura che venne confermata da Francesco Sforza a metà del secolo. Nel 1523 gli Svizzeri distrussero la Rocca di Caldè a seguito dell'occupazione di Luino e del Malcantone.
Negli ultimi decenni del Cinquecento, quando da tempo il Ducato di Milano era entrato nell'orbita spagnola, le terre della Valtravaglia passarono al conte Ruggero Marliani, dopo essere state borromee per un decennio (dal 1543 al 1553) ed essere poi ritornate ai Rusca-Lonati.
Tra il XVII ed il XVIII secolo Porto si arricchì di bei palazzi costruiti dalle famiglie nobili e altoborghesi dell'epoca, situati quasi tutti lungo l'attuale via Roma e nei pressi del porto.
Nel 1759 Felice Cioja e Carlo Mellerio fondarono a Porto una fabbrica specializzata nella produzione di lastre di vetro, caraffe e bicchieri di cristallo. Nel 1774 vi lavoravano 40 uomini e 49 donne, oltre a numerosi fanciulli. Parte della manodopera proveniva da paesi lontani e diede origine a famiglie il cui nome ricorda la loro origine: Griner, Asciamprener, Klingly. In epoca napoleonica, il noto economista Melchiorre Gioia affermò che la purezza dei vetri di Porto era rinomatissima, di poco inferiore a quelli di Boemia. La fabbrica passò poi di proprietà della famiglia Minetti, migliorando in qualità e quantità, dando lavoro a 170 persone. Nel 1901, in occasione dell'Esposizione Varesina la ditta di Porto fu brillantemente presente. Era in quegli anni di proprietà della famiglia Lucchini, di origini milanese, ma saldamente legata a Porto Valtravaglia. Un esponente della famiglia, Angelo, fu tra i fondatori della Banca Popolare di Luino nel 1885 e lungamente anche sindaco di Porto.
Nel 1928 nasceva la Provincia di Varese ed anche la Valtravaglia conobbe nuovo impulso con la costruzione della strada Laveno - Luino. Nel 1928 fu anche effettuata l'unione dei comuni di Muceno e Musadino, fino a quella data autonomi, a Porto, formando così un unico comune.
Attualmente, a parte una consistente percentuale di lavoratori frontalieri, l'occupazione è rivolta al terziario verso le città di Varese e Milano. Localmente sono presenti molte realtà artigiane e commerciali anche se il turismo, italiano e straniero (in particolare tedesco), ha una certa importanza nell'economia del comune.

### Simboli
Lo stemma e il gonfalone sono stati concessi con DPR del 10 aprile 1954.
Il gonfalone è un drappo di azzurro.

## Monumenti e luoghi d'interesse
- Chiesa di Santa Maria Assunta nel capoluogo
- Chiesa di Santa Maria Assunta, in località Domo, un tempo complesso romanico che con il battistero oggi sconsacrato era l'antica sede della Pieve di Valtravaglia
- Chiesa di San Michele al Monte, chiesetta d'alpeggio
- Santa Maria del Fiume
- San Giorgio a Muceno
- Chiesa di San Pietro e Santa Maria Immacolata, in località Musadino
- Madonna della Neve in località Ligurno
- San Martino in località Ticinallo

## Società

### Evoluzione demografica
- 343 nel 1751
- 445 nel 1805
- 2100 dopo annessione di Castello, Musadino e Veccana nel 1809
- 608 nel 1853
- 668 nel 1861
- 809 nel 1881
- 955 nel 1901
- 1123 nel 1921

Abitanti censiti

## Infrastrutture e trasporti

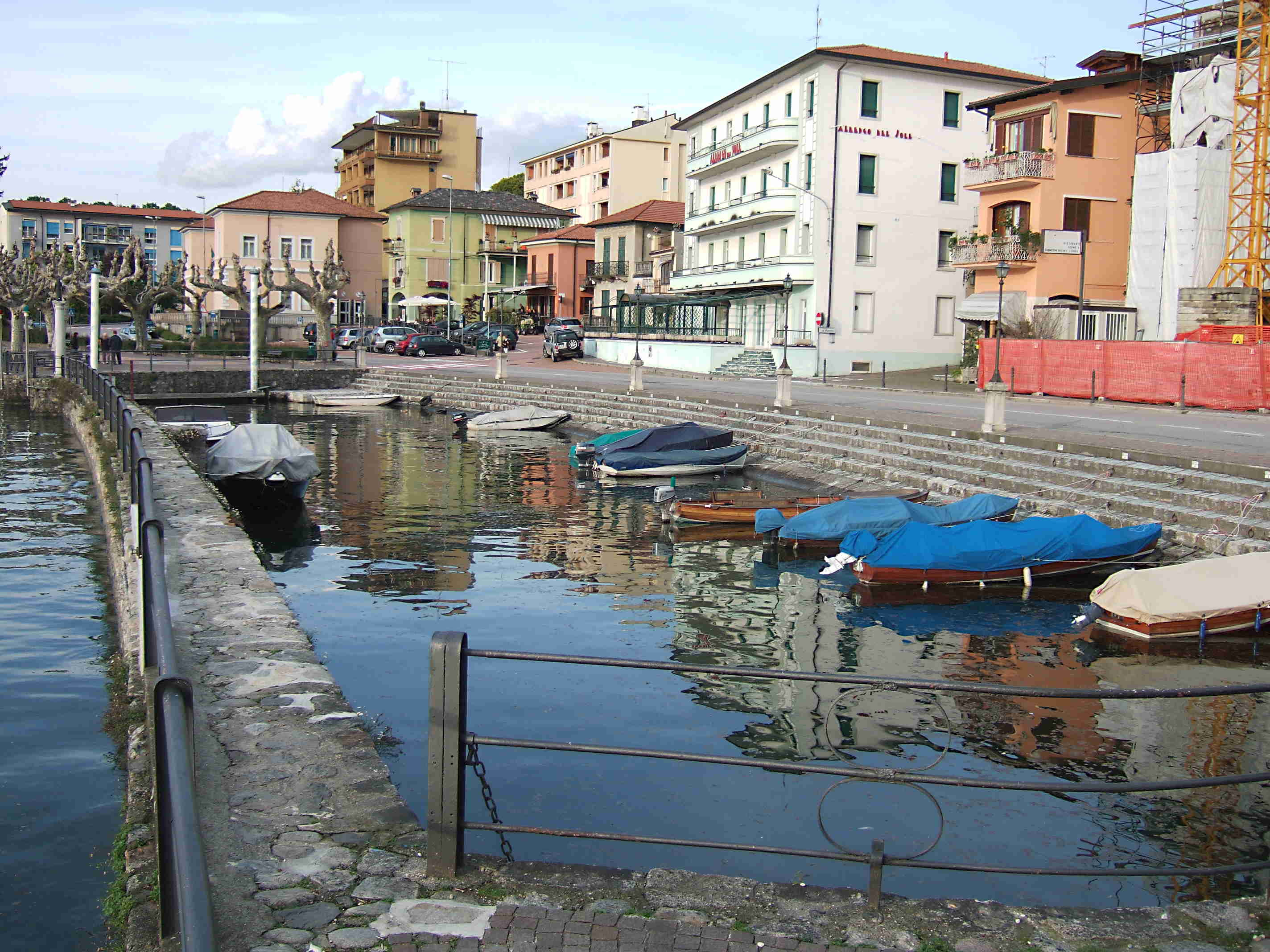
Porto Valtravaglia, il porto

### Treni
Nel paese è presente una stazione ferroviaria delle Ferrovie dello Stato, ristrutturata nell'estate del 2006.

### Navigazione
A Porto Valtravaglia c'è un porto della Navigazione Lago Maggiore, tuttavia poco utilizzato per la scarsa profondità del lago in quella località.

## Amministrazione
Di seguito l'elenco cronologico dei sindaci di Porto Valtravaglia dal 1995 ad oggi.
| Periodo        | Periodo        | Primo cittadino        | Partito                            | Carica  | Note   |
| -------------- | -------------- | ---------------------- | ---------------------------------- | ------- | ------ |
| 23 aprile 1995 | 11 giugno 2004 | Filippo Colombo        | Lista Civica                       | Sindaco | [ 10 ] |
| 12 giugno 2004 | 6 giugno 2009  | Bruno Virgilio Varassi | Lista Civica                       | Sindaco |        |
| 7 giugno 2009  | 24 maggio 2014 | Luciano Faverio        | Lista Civica Porto-LAB             | Sindaco |        |
| 25 maggio 2014 | 25 maggio 2019 | Adriano Giacobazzi     | Lista Civica Valtravaglia          | Sindaco |        |
| 26 maggio 2019 | in carica      | Ermes Colombaroli      | Lista Civica Passione-Sogno-Realtà | Sindaco | [ 11 ] |

Porto Valtravaglia fa parte della Comunità Montana Valli del Verbano.